# Páni z Linavy

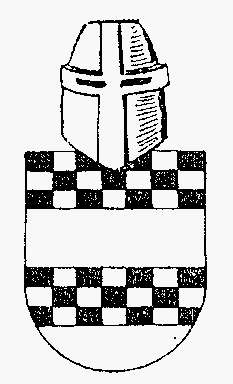
Erb pánů z Linavy

Páni z Linavy byli středověkým šlechtickým rodem, který pocházel ze Slezska.
Bratři Otta a Oldřich z Linavy se poprvé uvádějí v listinách v roce 1281, kdy obsadili hrad Edelštejn. V první polovině 14. století se uvádí Ulman z Linavy, který držel hrady Rabenštejn a Veisenštejn. Nejznámější postavou však byl Friduš z Linavy, který založil hrad Helfštejn a který se postavil králi Janu Lucemburskému. Byl však omilostněn a získal mnohé statky na Moravě. V roce 1315 obdržel Čelechovice. V roce 1336 se Friduš z Linavy uvádí se svým bratrem Alešem z Linavy jako majitelé vsi a tvrze Štulbachu (dnes zaniklé). Roku 1349 přepisují bratři Friduš a Vintíř (Gunter) z Linavy a jejich sestra Alžběta z Linavy potomkům vsi Věžky, Bochoř, Běškovice (dnes zaniklá ves) a Podolí. 

## Erb
Páni z Linavy měli v rodovém erbu třikrát dělený štít. První a třetí pole bylo šachované. Podobný erb má rod pánů z Věžek, který byl patrně s pány z Linavy v příbuzenském poměru.